# جيسي بوب
جيسي بوب (بالإنجليزية: Jessie Pope)‏ (18 مارس 1868، ليستر في المملكة المتحدة - 14 ديسمبر 1941 في المملكة المتحدة)؛ كاتِبة وشاعرة بريطانية.